# Stephan Schröer
Stephan Schröer OSB (* 1. März 1940 in Freienohl als Paul Schröer) ist ein deutscher Benediktinermönch. Er war von 1976 bis 2001 Abt der Benediktinerabtei Königsmünster in Meschede.

## Leben
Nach dem Abitur und Grundwehrdienst studierte Paul Schröer in den Jahren 1960 bis 1964 Volkswirtschaft an der Westfälischen Wilhelms-Universität Münster und der Universität zu Köln. Nach seinem Abschluss als Diplom-Kaufmann war er von 1964 bis 1967 für die Volksbank Meschede tätig.
1967 trat er der Ordensgemeinschaft der Benediktiner in der Abtei Königsmünster ein und nahm den Ordensnamen Stephan an. Er studierte von 1968 bis 1972 Philosophie an der Ordenshochschule der Erzabtei Sankt Ottilien und Katholische Theologie an der Albert-Ludwigs-Universität Freiburg sowie der Julius-Maximilians-Universität Würzburg. Nach seiner Priesterweihe 1972 absolvierte er ein zweijähriges Studium der Sozialwissenschaften mit Staatsexamen für das Lehramt an Gymnasien an der Rheinischen Friedrich-Wilhelms-Universität Bonn. Von 1974 bis 1976 war er als wissenschaftlicher Mitarbeiter an der Universität Würzburg tätig.
Am 23. August 1976 wurde er vom Ordenskapitel der Abtei Königsmünster zum Abt gewählt. Er trat die Nachfolge von Harduin Bießle an und war der zweite Abt in Königsmünster. Sein Wahlspruch lautet: Ihr seid zur Freiheit berufen. (Gal 5,13). Am 23. August 2001, dem 25. Jahrestag seiner Wahl, resignierte er. Sein Nachfolger wurde Pater Dominicus Meier.
Einer breiten Öffentlichkeit bekannt wurde er durch seine Freundschaft mit Campino, dem Sänger der Gruppe „Die Toten Hosen“, mit dem er gemeinsam in verschiedenen Talkshows im Fernsehen auftrat.
Schröer ist seit 1959 Mitglied der KDB Alania zu Münster im RKDB.

## Ehrungen und Auszeichnungen
- Aufnahme in die Westfälische Ehrengalerie (2002)[2]
- Ehrenvorsitzender des Stiftungsrates der Georges-Anawati-Stiftung für sein Engagement um den Interreligiösen Dialog